# Mor Mattai-klooster
Mor Mattai-klooster of het Klooster van Sint-Mattheüs (Syrisch: ܕܝܪܐ ܕܡܪܝ ܡܬܝ, Arabisch: دير مار متى) is een Syrisch-Orthodox klooster gelegen op de berg Alfaf in het noorden van Irak, ongeveer 20 kilometer van Mosoel.
Het klooster werd gesticht in 363 door de Syrische monnik Mor Mattai (Syrisch voor Mattheüs), die uit Amida was gevlucht voor vervolging door de Romeinse keizer Julianus Apostata. Gedurende de geschiedenis is het klooster drie keer aangevallen: eenmaal door nestorianen en twee keer door Koerdische moslims, in 1171 en 1369. Bij deze aanvallen raakten enkele manuscripten beschadigd.
Tegenwoordig is het klooster een van de oudste christelijke kloosters die nog actief zijn en herbergt het een belangrijke collectie manuscripten.